# Gabriel Bertrou
Louis-Gabriel-Olivier Bertrou, né à Auxerre le 18 avril 1858 et mort à Paris le 13 mars 1909, est un avocat et homme politique français.

## Biographie
Louis-Gabriel-Olivier Bertrou est le fils de Louis-Joseph Bertrou, commissaire de surveillance administrative des chemins de fer. Son oncle paternel, Stéphane Bertrou, est avocat à Vernon (Eure), tandis que son oncle maternel, Octave Ravin, est notaire à Guerchy.
Après avoir débuté comme clerc de notaire en Bourgogne, Gabriel Bertrou devient avocat à Paris, où il commence par plaider au tribunal correctionnel et en cour d'assises.
Avocat à la cour d'appel de Paris dès 1885, secrétaire de la Conférence des avocats en 1888, Bertrou a pour confrères et amis René Viviani, Marcel Sembat, Henri Turot, Paul Reullier et Marcel Habert. Ce dernier l'entraîne en politique à la fin des années 1880, en lui demandant de diriger des campagnes électorales boulangistes en province.
Dix ans plus tard, Me Bertrou est le défenseur de Habert quand ce dernier est accusé, aux côtés de Déroulède, d'avoir comploté contre la République. C'est à nouveau à la demande de son confrère, membre comme lui de la Ligue des patriotes, qu'il accepte de se présenter comme nationaliste aux élections municipales de mai 1900. Candidat dans le quartier Gaillon, il y bat au second tour le conseiller radical-socialiste sortant, Félix Blachette. Élu vice-président du conseil général de la Seine le 11 juin 1902, il est réélu conseiller municipal au premier tour en mai 1904 et en mai 1908.
En 1903, Bertrou appartient au comité exécutif de la Fédération nationale antijuive présidée par Édouard Drumont.
Malade depuis plusieurs années, Bertrou meurt des suites d'une opération au foie le 13 mars 1909. Après des obsèques célébrées en l'église Saint-Augustin de Paris, il est inhumé à Guerchy.
En 1891, Gabriel Bertrou avait épousé Pauline-Jeanne Moysen, fille de Paul Moysen, confrère du marié à la cour d'appel. Trois de leurs fils ont pris part à la Première Guerre mondiale. L'un d'eux, le maréchal des logis Émile-Lucien-Michel Bertrou (1897-1918), a été tué en combat aérien au-dessus de Mulhouse le 12 août 1918.